# Дибел (Оклахома)
Дибел (енгл. Dibble) град је у америчкој савезној држави Оклахома.

## Демографија
По попису из 2010. године број становника је 878, што је 589 (203,8%) становника више него 2000. године.
| Група             | 2000.       | 2010.       |
| Белци             | 257 (88,9%) | 725 (82,6%) |
| Афроамериканци    | 0 (0,0%)    | 0 (0,0%)    |
| Азијати           | 0 (0,0%)    | 4 (0,5%)    |
| Хиспаноамериканци | 4 (1,4%)    | 71 (8,1%)   |
| Укупно            | 289         | 878         |